# Rick Scott
Rick Scott là thống đốc thứ 45 và là Thượng nghị sĩ Hoa Kỳ từ  tiểu bang Florida, Hoa Kỳ. Ông bắt đầu giữ chức vụ Thống đốc từ ngày 4 tháng 1 năm 2011 đến ngày 8 tháng 1 năm 2019 và Thượng nghị sĩ từ ngày 8 tháng 1 năm 2019.
Ông là đảng viên Đảng Cộng hòa Hoa Kỳ.
Scott phục vụ trong Hải quân Hoa Kỳ và sau đó đã đi vào lĩnh vực kinh doanh. Ông đã tốt nghiệp đại học luật và kinh doanh và tham gia vào một công ty Dallas, nơi ông trở thành đối tác. Năm 1987 ông đã giúp lập Công ty Bệnh viện Columbia với hai đối tác kinh doanh, điều này kết hợp với Hospital Corporation of America vào năm 1989 để hình thành Columbia / HCA và cuối cùng trở thành công ty chăm sóc sức khỏe tư nhân có lợi nhuận cao nhất tại Hoa Kỳ. Ông bị buộc phải từ chức Giám đốc Điều hành của Columbia / HCA vào năm 1997 khi có một vụ bê bối về kinh doanh của công ty và thực hiện thanh toán của Medicare, công ty cuối cùng đã bị buộc tội với mười bốn trọng tội và đồng ý trả cho chính phủ liên bang trên 600 triệu USD . Scott sau này trở thành một nhà đầu tư mạo hiểm, và tham gia vào chính trị trong năm 2010, khi ông thông báo ý định của mình chạy đua vào chức vụ Thống đốc Florida. Bill McCollum khi đã đánh bại Alex Sink, đối thủ Đảng Dân chủ trong cuộc chạy đua sát núi của cuộc bầu cử 2010 thống đốc Florida.